# ASK-BSC Bruck/Leitha

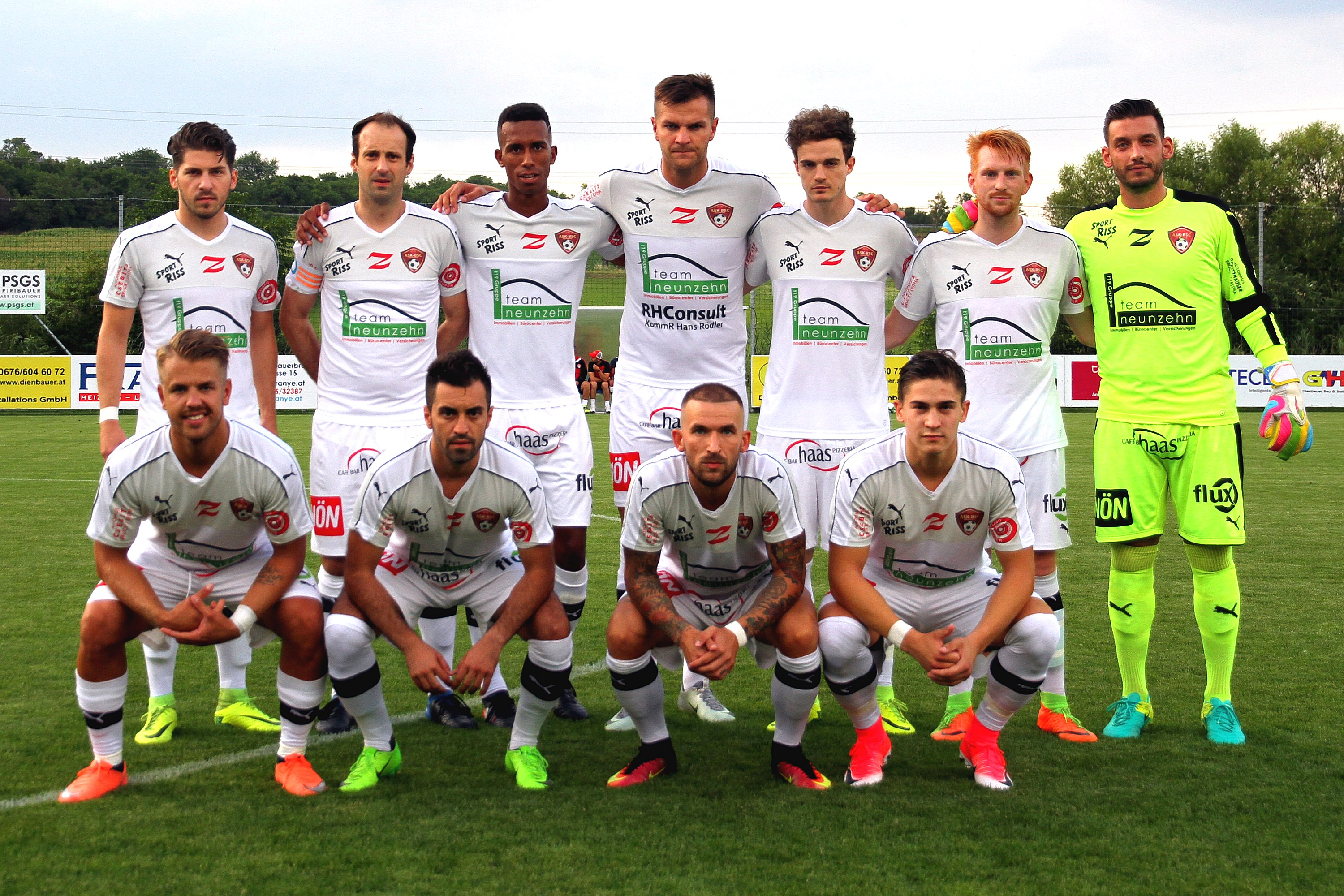
Die Mannschaft beim 4:0-Cupsieg beim SC Bad Sauerbrunn (jeweils von links nach rechts):
1. Reihe: Rene Felix, Mirnel Sadović, David Bielcik und Thomas Pospichal.
2. Reihe: Dominik Burusic, Vedran Jerkovic, Tomas Bockay, Edin Salkić, Thomas Horak, Michael Lechner und Bartolomej Kuru.

Der ASK-BSC Bruck/Leitha ist ein Fußballverein aus dem niederösterreichischen Bruck an der Leitha im gleichnamigen Bezirk. Der Verein gehört dem Niederösterreichischen Fußballverband (NÖFV) an und spielte zuletzt zwischen 2017 und 2023 in der dritthöchsten Leistungsstufe, der Regionalliga Ost. Aktuell tritt der Verein nur noch im Jugendfußball an.

## Geschichte
Die Vorgänger des ASK-BSC Bruck/Leitha haben eine weit verzweigte Geschichte, die heutige Form des ASK-BSC entstand aber 1983 durch den Zusammenschluss des ASK Bruck/Leitha und des Brucker Sportclubs.
Bereits im Jahr des Zusammenschlusses nahm man erstmals am ÖFB-Cup teil. Dort musste sich Bruck in der ersten Hauptrunde dem FK Austria Wien mit 0:16 geschlagen geben. 1988 konnte Bruck als niederösterreichischer Landesmeister mit drei Punkten Vorsprung auf Verfolger ASK Ybbs in die Regionalliga aufsteigen. Nachdem die Brucker in der Debütsaison als 14. beinahe wieder abgestiegen wäre, erreichten sie in der zweiten Saison den beachtlichen zehnten Rang. 1992 entging der Verein als 13. mit nur einem Punkt Vorsprung auf die Abstiegsränge erneut nur knapp dem Abstieg. Die Saison 1992/93 verlief erfolgreicher; zu Saisonende hatte Bruck den siebenten Platz zu Buche stehen. Nach Platz zwölf 1994 folgte 1995 sogar Platz drei hinter dem Favoritner AC und der SV Mattersburg. Die Aufstiegsträume waren aber schnell ausgeträumt: Nachdem Bruck 1996 noch Zehnter wurde, musste der Klub 1997 als Vorletzter aus der Regionalliga absteigen.
2000 ging es sogar noch tiefer: Als Vorletzter der Landesliga musste Bruck den Gang in die 2. Landesliga antreten. 2004 folgte der nächste Rückschlag: Mit Platz 13 folgte der Abstieg in die sechstklassige Gebietsliga.
2007 konnte Bruck allerdings Meister der Gebietsliga Süd/Südost werden und somit wieder in die 2. Landesliga aufsteigen. 2016 konnte sich der Verein gegen den SK Eggenburg in der Relegation durchsetzen und somit wieder in der vierthöchsten Spielklasse spielen.

### Wiederaufstieg in die Regionalliga 2017
Nach nur einer Saison konnte man mit einem mit ehemaligen Profis verstärkten Kader als niederösterreichischer Meister nach 20 Jahren wieder in die Regionalliga aufsteigen. In einem Herzschlagfinale setzte man sich aufgrund der besseren Tordifferenz gegen den Konkurrenten SV Leobendorf durch. Die Leobendorfer führten am vorletzten Spieltag die Tabelle zwar noch an, jedoch gewann Bruck mit 6:1 gegen den FC Rohrendorf, während Leobendorf gegen den SV Stripfing nur 3:1 siegte, und überholte somit noch Leobendorf.
Die Saison 2017/18 begann vielversprechend. Die Brucker konnten sich im Uniqa ÖFB Cup beim Aufsteiger in die Landesliga Burgenland, dem SC Bad Sauerbrunn klar mit 4:0 durchsetzen und schafften somit den Aufstieg in die zweite Runde. Dort gelang es dem favorisierten FC Red Bull Salzburg erst in der Verlängerung, die Mannschaft mit 1:3 zu bezwingen.
In der Winterpause der Saison 2022/23 kämpfte der Verein mit finanziellen Problemen, woraufhin der Spielbetrieb der ersten Mannschaft de facto eingestellt wurde. De jure behielt der Klub allerdings seinen Startplatz in der Ostliga, um somit in der folgenden Saison in der Landesliga antreten zu können, verweigerte aber den Antritt bei jedem Rückrundenspiel für eine Strafzahlung. In Folge wurde Bruck aufgrund dieser Vorgehensweise aber vom Verband bestraft, schlussendlich wurden vom Verein für die Saison 2023/24 nur Jugendteams gemeldet.

## Sportplatz
Der ASK-BSC Bruck/Leitha trägt seine Spiele im Brucker Parkstadion in Bruckneudorf im Burgenland aus.